# Den felmätta människan
Den felmätta människan (engelska: The Mismeasure of Man) är en bok från 1981 skriven av paleontologen Stephen Jay Gould. Boken innehåller kritik av den statistiska metodologi och de kulturella motiv som Gould ansåg utgöra grunden för de teorier som benämns biologisk determinism. Gould kritiserade samhällets idé om att människors kön, klass och ras kan kopplas till socioekonomiska skillnader, som att det skulle finnas någon sorts samhörighet. Gould anser inte att de biologiska egenskaperna hos dessa människor har något att göra med deras sociala och ekonomiska klassifikationer.
Boken kritiserar även det huvudsakliga temat för biologisk determinism, nämligen att samhällsgruppers nytta för samhället kan uppskattas genom att mäta de olika gruppernas intelligenskvot. Gould framhäver två framträdande tekniker för att mäta fenomenet; kraniometri och psykologiska tester. Gould menade att dessa metoder lider av två djupgående felslut. Det första felslutet, enligt Gould, var reifikation, det vill säga; "vår tendens att konvertera abstrakta koncept till enheter" (fritt översatt). Detta inkluderade IQ och g (generell intelligensfaktor), som utgjort hörnstenar i omfattande skala för intelligensforskningen. Det andra felslutet är rangordnande, eller vår "benägenhet att ordna komplex variation som en gradvis ökande skala" (fritt översatt).
Den felmätta människan kritiserar abstraktionen av intelligens som en enda enhet, dess kvantifiering som ett värde för varje individ. Och användningen av dessa värden för att rangordna människor i en serie av värden i syfte att ytterligare värdera förtryckta och missgynnade grupper - raser, klasser eller kön. Så att de är naturligt underlägsna och förtjänar sin status (fritt översatt).
Boken utgavs i svensk översättning 1983.
Bokens andra upplaga (1996) utökades med två kapitel för att utmana de kontroversiella argument som Richard Herrnstein och Charles Murray lade fram i sin bok The Bell Curve.